# منتخب إستونيا لكرة الصالات
منتخب إستونيا الوطني لكرة قدم الصالات (بالإستونية: Eesti saalijalgpalli koondis)‏ هو ممثل إستونيا الرسمي في المنافسات الدولية في كرة الصالات .